# Rabanales
Rabanales est une localité et une municipalité espagnole de la communauté autonome de Castille-et-León et de la province de Zamora.
La municipalité est située dans la comarque d'Aliste (es), à l'ouest de la province de Zamora et à proximité de la frontière avec le Portugal. Elle se compose du territoire correspondant aux municipalités de Fradellos (es), Grisuela (es), Matellanes (es), Mellanes (es), Rabanales et Ufones. Au total, elle a une superficie de 80,29 km2 et, selon les données du recensement municipal de 2016 de l'INE, elle a une population de 562 habitants.
La ville de Rabanales possède une zone urbaine avec des exemples notables de l'architecture traditionnelle en pierre d'Aliste (es). Son bâtiment principal est l'église paroissiale du Salvador, construite en partie avec des matériaux romains tels que des pierres de taille en granit et des stèles sépulcrales. Sur le côté de ce bâtiment se trouve un phallus, symbole romain de la fertilité.
On trouve également à Rabanales le « Centre d'interprétation des espèces mycologiques », un exemple de la remarquable tradition mycologique des habitants du village, à l'origine de l'existence de plusieurs entreprises dédiées à la préparation de champignons conservés et d'autres produits de la région. Après Alcañices, Rabanales a toujours occupé une place importante dans la région d'Aliste, et une légende populaire raconte que Rabaneles en a disputé la tête de la région à Alcañices,,.
La municipalité est bordée au nord par San Vicente de la Cabeza, à l'est par Gallegos del Río, au sud-est par Samir de los Caños, au sud par Fonfría, au sud-ouest par Alcañices et à l'ouest par San Vitero.